# Aedia epundoides
Aedia epundoides là một loài bướm đêm trong họ Erebidae.